# Heber City
Heber es una ciudad del condado de Wasatch, estado de Utah, Estados Unidos. Según el censo de 2000 la población era de 7.291 habitantes. Se estima que en 2005 la población era de 9.147 habitantes. Heber City fue fundada por emigrantes ingleses de la Iglesia de Jesucristo de los Santos de los Últimos Días a finales de los años 1940. Recibe su nombre del apóstol mormón Heber C. Kimball. La ciudad tiene mucho pastoreo, enfocado principalmente en granjas para la producción de leche y cría de ganado. Debido a ello se ha hecho una ciudad dormitorio para Orem, Provo, Park City y Salt Lake City.
El instituto del condado se encuentra en Heber, y Heber es la capital del condado. La religión mayoritaria es la mormona, Heber City también tiene congregaciones de Baptistas del Sur, Católicos como parte la diócesis de Salt Lake City, y Testigos de Jehová. El Colegio Estatal del Valle de Utah (Utah Valley State College) ha terminado recientemente la construcción de un campus secundario al norte de Heber City, junto al corredor U.S. 40.
Los jóvenes de Heber están en su mayoría empleados en establecimientos de comida rápida a lo largo del corredor de la calle principal (Autopista U.S. 40) y en las gasolineras locales. The adult population work mostly in Park City, Salt Lake City, Provo and Orem. Farming was once a large force in the economy, but this has diminished. Donde más gente se emplea es en el Distrito Escolar del Condado de Wasatch (Wasatch County School District).
El aeropuerto municipal de Heber se encuentra al sur de la ciudad, cerca de la unión de las autopistas U.S. 40 y U.S. 189. Se dedica al tráfico de pequeños aviones.

## Geografía
Heber se encuentra en las coordenadas 40°30′24″N 111°24′44″O / 40.50667, -111.41222.
Según la oficina del censo de Estados Unidos, la ciudad tiene una superficie total de 8,9 km². No tiene superficie cubierta de agua.
- Datos: Q482805
- Multimedia: Heber City, Utah / Q482805

1. ↑  Zip Data Maps, código ZIP n.º 84032.